# Bassett (Kansas)
Pour les articles homonymes, voir Bassett.
Bassett est une municipalité américaine située dans le comté d'Allen au Kansas.
Lors du recensement de 2010, sa population est de 14 habitants. La municipalité s'étend alors sur une superficie de 0,1 mille carré (0,26 km2), dont 0,03 mille carré (0,08 km2) d'étendues d'eau. Elle comprend en effet un lac, une ancienne carrière pour l'usine du bourg.
Bassett est fondée en 1903 et devient une municipalité la même année. Il s'agit alors d'une cité ouvrière de la Iola Portland Cement Company, l'une des principales usines de ciment du pays. L'usine ferme en 1970.